# Quengeln

Dynamische Quengelorthesen für Handgelenk, Ellbogengelenk und Sprunggelenk

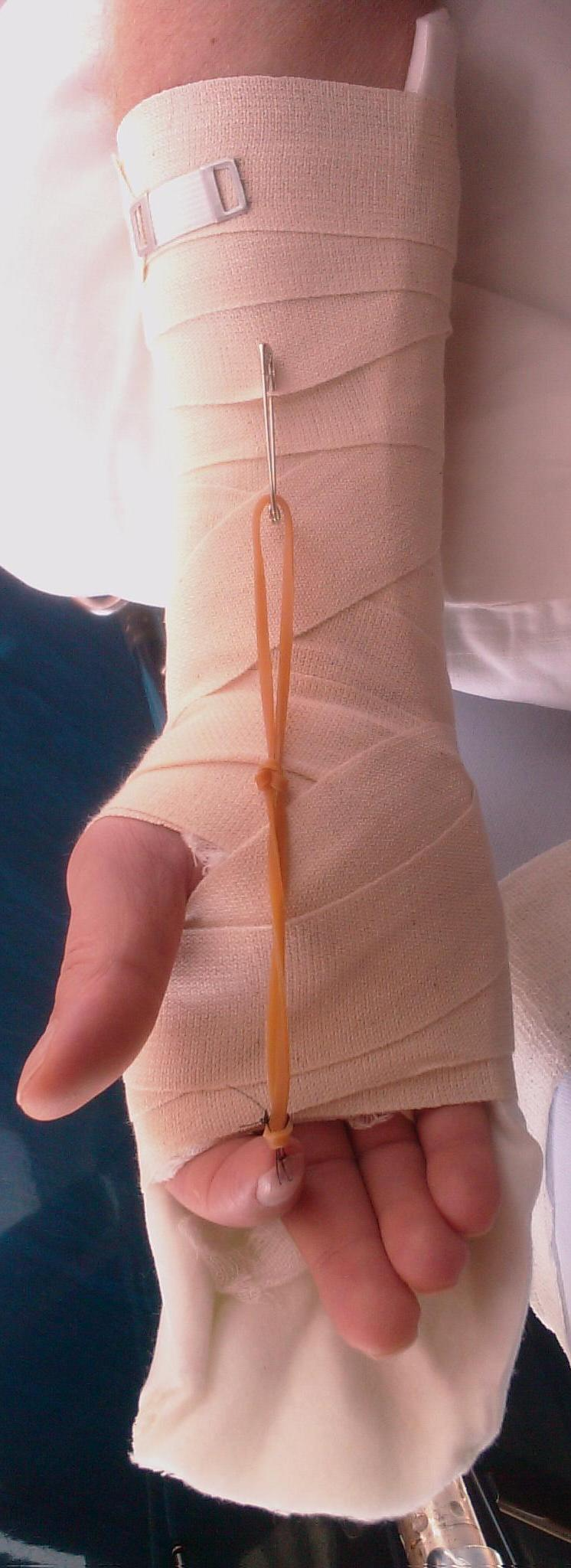
Darstellung des Prinzips eines Quengelverbandes zur Nachbehandlung einer operativ versorgten Beugesehnenverletzung. Proximal ist die Zugvorrichtung (Haushaltsgummi) an einer Unterarmschiene und distal am Fingernagel befestigt. Die Fingergelenke werden also in Beugerichtung „gequengelt“ und damit in Beugerichtung die Sehne entlastet.

Quengeln bezeichnet in der Medizin eine Behandlung von bewegungseingeschränkten Gelenken mittels geeigneter Hilfsmittel wie Verbände, Spanner und Schrauben. Dabei übt die Quengelvorrichtung andauernd eine Kraft auf das betroffene Gelenk in bestimmter Richtung aus. Auf diese Weise kann einer Kontraktur entgegengewirkt werden, wobei die Kraft so dosiert wird, dass der Patient keinen Schmerz empfindet.
Einem Quengelverband ähnliche Verbände, die durch elastischen Zug in Bewegungsrichtung vorübergehend unterstützend Spannungen in Gegenrichtung dämpfen, werden in der Nachbehandlung von Sehnenverletzungen eingesetzt.

## Prinzip
Das Grundprinzip dieser Hilfsmittel besteht darin, dass auf das Gelenk eine der Richtung der Kontraktur entgegenwirkende Spannung ausgeübt wird. Das Anlegen von Quengelverbänden ist eine ärztliche Leistung. Der Ausdruck Quengelverband findet sich in der Literatur auch als Synonym für das dynamische Schienen bei der Nachbehandlung von Sehnenverletzungen. In diesen Fällen ist der Zweck der Zugvorrichtung jedoch nicht die Behandlung einer Gelenkkontraktur, sondern die vorübergehende Entlastung der operativ (wieder-)adaptierten Sehne.
Grundsätzlich lassen sich ein dynamisches und ein statisches Quengeln unterscheiden. Dynamisches Quengeln bedeutet die Verwendung eines elastischen Widerstandes, statisches Quengeln eine starre Fixation wie sie beispielsweise bei der Klumpfußbehandlung eingesetzt wird, hierbei auch als Redression  bezeichnet.

## Aufbau
Ein Quengelverband besteht aus zwei proximal und distal des behandlungsbedürftigen Gelenks angelegten Befestigungsmöglichkeiten für eine geeignete Zugvorrichtung. Als Befestigungsmöglichkeiten eignen sich mittels Scharnier verbundene Verbandhülsen (zirkuläre Gipsverbände, Schienen oder auch Lederhülsen) oder, beispielsweise für die Fingergelenke, eine Unterarmschiene (Quengelschiene), ergänzt durch eine Halterung am Fingernagel, und als Zugvorrichtung Federn oder auch einfache Haushaltsgummis. Abnehmbare Vorrichtungen mit den gleichen Eigenschaften werden auch als Quengelapparat bezeichnet.

## Varianten
Bei Quengelschienen unterscheidet man zwischen statischen und dynamischen Quengelschienen.
Im Vergleich zur statischen Quengelung haben dynamische Quengelgelenke den Vorteil des gleichmäßigen Kraftverlaufs. Es lässt sich mit deutlich weniger Kraftaufwand schneller das gewünschte Ziel erreichen. Hierdurch wird das Risiko zur Entstehung von Druckstellen erheblich verringert. Dynamische Quengelschienen weisen gewöhnlich eine nahezu lineare Kraftentwicklung auf. Diese Eigenschaft trägt besonders zur Verbesserung der Beweglichkeit der Gelenke bei; somit wird auch die bessere Mobilisierung spastischer Muskulatur unterstützt. Eine besondere Anwendung finden diese Quengelschienen bei auftretenden Spasmen. Hier wirken sie anforderungsgemäß gegen auftretende Kontrakturen. Bei einem einsetzenden Spasmus arbeiten die Orthesen jedoch antagonistisch, da sie im entsprechenden Moment nachgeben und nicht gegenhalten. Somit steigert sich der Patient nicht in den Krampf hinein, sondern kann seinen Spasmus ausleben. Nach Abklingen des Krampfes wird das Gelenk wieder in seine Ursprungsposition zurückgeführt.

## Geschichte
Historisch gesehen ist das Quengeln eine seit Jahrhunderten bekannte Behandlungsform. Die erste Quengelschiene wurde um 1530 von Hans von Gersdorff beschrieben.